# Комишино (Сарактаський район)
Коми́шино (рос. Камышино) — село у складі Сарактаського району Оренбурзької області, Росія.

## Населення
Населення — 343 особи (2010; 386 у 2002).
Національний склад (станом на 2002 рік):
- казахи — 82 %